# Paradiso (Suíça)
Paradiso é uma comuna da Suíça, no Cantão Tessino, com cerca de 4.203 habitantes. Estende-se por uma área de 0,88 km², de densidade populacional de 4.824 hab/km². Confina com as seguintes comunas: Campione d'Italia (IT-CO), Lugano.
A língua oficial nesta comuna é o Italiano.